# Alone (The Cure)
Alone è un singolo del gruppo musicale inglese The Cure, pubblicato nel 2024 come primo estratto dall’album in studio Songs of a Lost World.

## Antefatti
Songs of a Lost World è stato anticipato sin dal 2019, con la data di pubblicazione che è stata rimandata diverse volte, rimanendo in un limbo per circa cinque anni. Il titolo dell’album è stato annunciato all’inizio del 2022 e il suo tour – durante il quale Alone è stata suonata dal vivo per la prima volta – è iniziato più tardi quello stesso anno.
Robert Smith ha spiegato che: "È la canzone che dischiude il disco; da quando l’abbiamo registrata ho saputo che sarebbe stata la traccia di apertura e ho sentito che avrebbe aiutato a focalizzare l’intero album,”... “Ho faticato a trovare la frase di apertura della canzone per un po’, lavorando sulla semplice idea di ‘essere soli’, sempre con questa sensazione fastidiosa nella mia mente di conoscere già quale avrebbe dovuto essere.” Smith ha preso ispirazione dalla poesia postuma del 1902 Dregs di Ernest Dowson.

## Accoglienza
Alexis Petridis ha scritto nel Guardian che: “Il messaggio complessivo di Alone del [cantante Robert Smith] al suo pubblico sembra essere: abbandonate la speranza che la miglior canzone dei Cure sia 'The Love Cats' o 'Friday I'm in Love'. Ma per quelli che alla fine preferiscono i Cure quando sono immersi nella miseria e nella disperazione – come si sospetta sia Smith - Alone è solo un antipasto."
Éamon de Paor di The Irish Times ha osservato che: "Il primo singolo ha già messo in subbuglio i fan dei Cure, ritenendo che il gruppo possa essere tornato ai propri fasti dopo4:13 Dream, l’album in qualche modo deludente del 2008."... "Qui Smith è al suo massimo nell’essere epicamente introspettivo, con un mogio riff a tre minuti e trenta secondi. È lento, triste e brillante, mentre il testo anticipa la rabbia che seguirà, con Smith che dichiara: “Questo è il termine di ogni canzone che cantiamo. Il fuoco ha prodotto cenere, le stelle hanno pianto lacrime.”
Sam Walker-Smart di Clash ha reputato la canzone come "uno dei materiali migliori dall’inizio degli anni novanta. Mentre Bloodflowers non è nulla di particolare, Songs Of A Lost World porta le cose a un altro livello. Questo sorprendente ritorno ci rende ancora più eccitati per l’ascoltare l’intero album”, assegnando alla canzone un voto di 9/10.